# 陳發枝
陳發枝（Chan Fat Chi，1957年1月10日－），生於香港，已退役香港足球運動員及足球教練，曾先後效力元朗、寶路華、精工、南華及快譯通，由於父親賣魚為業，故被稱為「賣魚發」。於1977年年僅二十歲已入選香港隊，之後一直是主將，1985年「五一九」之役擊敗中國隊的成員之一。現職車路士足球學校（香港）技術總監。

## 球員生涯
陳發枝自小居於石硤尾，於九江商會學校就讀小學上午班，下午隨二哥陳秩枝到球場踢球，更與朋友組隊參加小型球比賽。在球場上結識李龍國、王展健、余國傑等一班球友，獲介紹認識愉園教練黃根旭而加盟球隊青年軍，時年僅16歲，一屆後獲提升上預備組。同年獲挑選入港青（17歲以下），在教練何應芬帶領下赴科威特參加亞青盃，同屆隊友包括尹志強、徐國安、曾錫昌、吳錦華、馬天雄等，由於當時對年齡的審查並不嚴謹，部份中東國家選派超齡球員參賽，港青於初賽被擯出局。翌年，陳發枝再入選港青，隨荷蘭教練包勤到泰國參賽，取得第6名。在愉園預備組磨練3年後，追隨教練黃根旭轉投元朗，開始在甲組亮相，並由中場改任左閘。同年季末獲包勤選入香港隊，備戰1978年世界盃亞大區外圍賽五強賽，於1977年6月26日首次代表香港上陣主場迎戰南韓，結果以0–1敗陣。
1978－79年度球季，黃根旭離隊，元朗改由陳遠志任教，聯賽成績平平，但在季末爆冷擊敗精工勇奪足總盃冠軍。季後陳發枝獲新升甲組的寶路華大旗手詹培忠賞識邀請加盟，惟元朗開出3萬港元轉會費令到寶路華卻步，陳發枝惟有留隊多踢一年，一年後元朗卻退出甲組聯賽。元朗散班後，陳發枝與洪偉平及余國森一同投效寶路華，但在之前陳發枝早與精工班主黃創山簽訂私人合約，惟由於精工與寶路華為兄弟班，黃創山同意放人讓陳發枝加盟寶路華。
1984年夏天，寶路華退出，陳發枝轉投精工。1985年亞洲冠軍盃精工主場在政府大球場對遼寧隊，下半場雙方球員發生衝突，繼而動武，擔任後備的陳發枝手持中場旗衝入球場(持旗沖入者實為甄力健)，因是次事件而被亞洲足協重罰停賽8個月。精工於1986年夏天宣布退出，陳發枝轉投南華，效力南華期間，曾在1988年及1989年連獲兩屆香港足球先生及香港甲組足球聯賽神射手榮譽。1991年夏天，陳發枝離開南華轉投快譯通，擔任助教兼球員，至1996年正式退役，舉行告別賽後，專心擔任助教，快譯通於2001年宣布退出。陳發枝轉投晨曦擔任助教，2008年古廉權離任後，與甄力健及山度士聯合執教。業餘時間陳發枝亦會打網球 。
2015年10月15日，陳發枝代表「519香港傳奇足球隊」，在小西灣運動場舉行在的「英超足球大師邀請賽」迎戰「英超足球大師隊」，並取得一個入球，最終以4–5不敵對手。

## 家庭生活
1981年3月31日，陳發枝與拍拖3年的女友余瑞儀結婚。

## 個人榮譽
- 香港足球先生 兩次(1987-88、1988-89季度)
- 香港足球明星選舉最佳十一人 六次(1981-82、1982-83、1983-84、1986-87、1987-88、1988-89季度)
- 香港甲組足球聯賽神射手 兩次(1987-88、1988-89季度)
- 香港傑出運動員 傑出運動員 一次(1988年)